# Граафф-Рейнет (республика)
Республика Грааф-Рейнет - первая бурская республика, существовавшая с 6 февраля 1795 года по 22 августа 1796 года на территории современной ЮАР.

## История
Вскоре после основания города Граафф-Рейнет и иных поселений на границе Капской колонии возникла напряженность в отношениях между голландской Ост-Индской компанией и бурскими поселенцами. В Граафф-Рейне это привело к провозглашению отдельной республики 6 февраля 1795 года. Адриан ван Яарсвельд был избран президентом временного правительства и военного совета. В знак своего восстания сторонники независимой республики использовали флаг Нидерландов. Он отличался от флага голландской Ост-Индской компании использованием красного цвета вместо оранжевого в верхней полосе. Намерение состояло в том, чтобы сознательно объявить о разрыве с колониальной властью и, в то же время, о верности голландскому дому.
После того, как подкрепление с голландской Родины было вынуждено сдаться в заливе Салданья, 22 августа 1796 года Республика Граафф-Рейнет была возвращена британской колониальной администрации, которая тем временем взяла под контроль южноафриканские районы голландской Ост-Индской компании. Капская колония вошла в состав Великобритании.